# Rhexoacrodictys fuliginosa
Rhexoacrodictys fuliginosa är en svampart som först beskrevs av B. Sutton, och fick sitt nu gällande namn av W.A. Baker & Morgan-Jones 2002. Rhexoacrodictys fuliginosa ingår i släktet Rhexoacrodictys, divisionen sporsäcksvampar och riket svampar.   Inga underarter finns listade i Catalogue of Life.